# Hercules hos Omfale
Hercules hos Omfale är en serie oljemålningar av den tyske renässanskonstnären Lucas Cranach den äldre och hans ateljé där sönerna Hans Cranach och Lucas Cranach den yngre var framträdande. De målades på 1530-talet.
Målningarna skildrar en berättelse ur den grekisk-romerska mytologin om hjälten Hercules (i grekisk namndräkt Herakles). Efter att mördat sin vän dömde Zeus honom till en tids slaveri. I kvinnokläder fick han tjäna den lydiska drottningen Omfale som tvingade honom att spinna ull och uträtta andra omanliga sysslor, medan hon själv stoltserade med hans klubba och fäll från det nemeiska lejonet. Efter Hercules frigivning gifte de sig och Omfale födde honom en son. I Cranachs bild omges Hercules av Omfale och hennes hovdamer.
Det finns omkring 13 kända verk från Cranachs verkstad med detta motiv. Gemäldegaleries version förstördes under andra världskriget och fyra är i privat ägo. En av versionerna som dateras 1535 ingår i samlingarna på Statens Museum for Kunst i Köpenhamn. Datering och konstnärens signatur – en bevingad drake – återfinns under inskriptionen till vänster. Ovanför inskriptionen i bildens övre vänsterhörn avbildas kardinal Albrekt av Brandenburgs vapen. Den katolske kardinalen beställde flera tavlor av den lutherske konstnären, till exempel Kardinal Albrecht av Brandenburg som helige Hieronymus.  
Den 1537 daterade versionen på Museo Thyssen-Bornemisza i Madrid är ovanlig eftersom den är signerad HC, det vill säga sonen Hans Cranach. Det finns bara en till tavla med denna signatur: Porträtt av en skäggig man från 1534 och utställd på samma museum.

## Olika versioner
| Bild | Attribuering                                    | År         | Teknik                 | Format (cm) | Samling                                      |
| ---- | ----------------------------------------------- | ---------- | ---------------------- | ----------- | -------------------------------------------- |
|      | Lucas Cranach den äldre                         | 1532       | olja på pannå (lind)   | 82,5 × 121  | Nationalmuseet, Warszawa                     |
|      | Lucas Cranach den äldre Lucas Cranach den yngre | 1535       | olja på pannå (bok)    | 82 x 118    | Statens Museum for Kunst, Köpenhamn          |
|      | Lucas Cranach den äldres ateljé                 | cirka 1535 | olja på pannå (bok)    | 37 x 44     | Stiftsmuseum der Stadt Aschaffenburg         |
|      | Lucas Cranach den äldre                         | 1537       | målning på pannå (bok) | 83 x 120    | Fondation Bemberg, Hôtel d'Assézat, Toulouse |
|      | Lucas Cranach den äldre                         | 1537       | olja på pannå (bok)    | 82 x 118,9  | Herzog Anton Ulrichmuseet, Braunschweig      |
|      | Hans Cranach                                    | 1537       | olja på pannå (bok)    | 57,5 x 85,3 | Museo Thyssen-Bornemisza, Madrid             |
|      | Lucas Cranach den äldres ateljé                 | efter 1537 | olja på pannå (lind)   | 48 x 73     | Nationalmuseet, Poznań                       |